# Plagiotriptus loricatus
Plagiotriptus loricatus är en insektsart som först beskrevs av Rehn, J.A.G. och J.W.H. Rehn 1945.  Plagiotriptus loricatus ingår i släktet Plagiotriptus och familjen Thericleidae. Inga underarter finns listade i Catalogue of Life.